# Tamara Awerbuch-Friedlander
Tamara Eugenia Awerbuch-Friedlander, PhD, es una biomatemática y científica de salud pública en la Escuela de Harvard de Salud Pública (HSPH), en Boston, Massachusetts. Sus estudios primarios y foco de publicaciones son las interacciones biosociales que causa o contribuye a una enfermedad.
Fue la primera mujer miembro de la Universidad de Harvard, habiendo concursado con prueba de jurado para un pleito archivado en contra de la Universidad de Harvard por discriminación de sexo.
Actualmente, es instructora en el Departamento de Población y Salud Globales (enlace roto disponible en Internet Archive; véase el historial, la primera versión y la última). de la Escuela de Harvard de Salud Pública. Desde los 2000's, ha organizado y llevado a cabo estudios sobre aparición, mantenimiento, y extensión de epidemias. Su búsqueda abarca enfermedades de transmisión sexual (ETS) como sida/VIH, así como vectores epidemiológicos, como enfermedad de Lyme, dengue, virus del Zika, y fiebre del Zika. Recientemente investigó la extensión y el control de la rabia basada en un análisis eco-histórico.  Su trabajo es interdisciplinario, y algunos de sus publicaciones son en coautoría con miembros y científicos internacionales de departamentos diferentes del HSPH y el Instituto Tecnológico de Massachusetts.

## Biografía
Tamara nació en Montevideo, Uruguay, hija de padres judíos argentinos y vivió hasta los 12 años en Buenos Aires, Argentina, luego se mudaron a Israel con sus padres, donde sus abuelos y los padres habían vivido después de huir de la Alemania Nazi justo antes del comienzo del Holocausto. Estudió y completó dos grados en la Universidad Hebrea en Jerusalén. Estudió química y bioquímica y completó el BSc en 1965. En 1967, completó la maestría de ciencia (MSc) en fisiología y otra maestría de educación (MEd) por la Universidad Hebrea de Jerusalén. Así se certificó para enseñar todos los grados, K–12, en Israel.
También sirvió dos años en el ejército israelí.

## Carrera
Awerbuch-Friedlander es miembro fundante del Grupo de Trabajo sobre Enfermedades Nuevas y Resurgentes. En este contexto, participó en la organización de una conferencia en Woods 'Hole sobre el surgimiento y resurgimiento de las enfermedades, donde dirigió el taller sobre Modelado Matemático. Además, estableció colaboraciones internacionales, como con científicos israelíes sobre enfermedades infecciosas emergentes en el Medio Oriente, con científicos cubanos sobre enfermedades infecciosas de plantas y el desarrollo de metodologías generales, y con científicos brasileños sobre el desarrollo de conceptos para guiar una vigilancia eficaz.
A finales de los años noventa, fue coinvestigadora en el proyecto, "Why New and Resurgent Diseases Caught Public Health by Surprise and a Strategy to Prevent This" ("Por qué las enfermedades nuevas y resurgentes atrapan a la salud pública por sorpresa y una estrategia para prevenir eso") apoyado por la Fundación Robert Wood Johnson.
En la Escuela de Salud Pública de Harvard T.H. Chan, copresidió el Comité en Bio- y Matemática de Salud Pública. Algunos de sus trabajos de investigación fueron el resultado de colaboración con estudiantes del curso de Modelos Matemáticos en Biología, que tenía grandes porciones dedicadas a las enfermedades infecciosas. Ella está realmente interesada en la educación de salud pública y ha desarrollado para los adolescentes de la escuela media software educativo basado en modelos para determinar el riesgo de que un individuo con ciertos comportamientos sexuales de riesgo, en realidad sea infectado con el VIH. Esos modelos ayudaron a los jóvenes propensos al riesgo, padres, educadores, líderes de salud comunitaria e investigadores de salud pública a explorar cómo los cambios en el comportamiento sexual afectan su probabilidad de contraer el VIH.
'La Verdad es Todo'

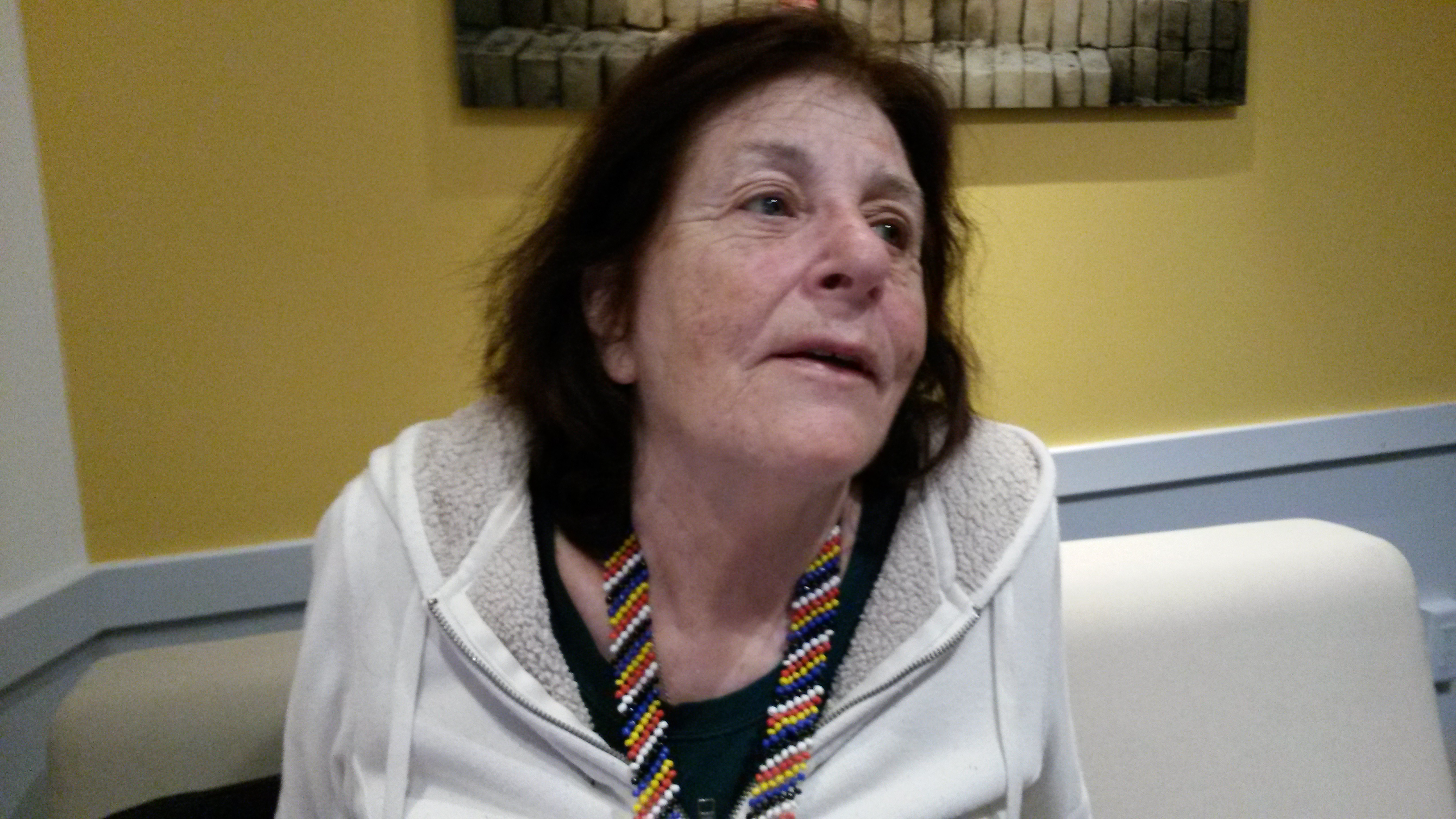
Tamara Awerbuch-Friedlander 2016, coeditora, La Verdad Es La Totalidad.

También presidió el Comité de planificación para la 85.ª celebración de cumpleaños del Dr. Richard Levins, fundador del Programa de Ecología Humana en Salud Global y Departamento de Población de la Escuela de Harvard de Salud Pública, una conferencia de tres días con el tema hegeliano "La Verdad es la Totalidad" de mediados de 2015 en la Escuela de Harvard de Salud Pública, centrándose en las múltiples contribuciones en los modelos de teoría de la complejidad y la investigación wholistic del biólogo matemático Dr. Levins y sus colegas, estudiantes y discípulos, que en general están interesados en la biología de sistemas complejos. Actualmente está coeditando "La verdad es todo: el legado científico de Richard Levins", con 18 capítulos aportados por colegas, exalumnos y seguidores científicos del Dr. Levins.

## Carrera en el MIT
Su obra doctoral la hizo en el MIT, donde ha continuado manteniendo investigaciones. 

## Obra

### Algunas publicaciones
- Nabi, I. (seud.) "An Evolutionary Interpretation of the English Sonnet: First Annual Piltdown Man Lecture on Man and Society," Sci. & Nature 3, 1980, 71-73.

- Levins, R. Tamara Eugenia Awerbuch-Friedlander, The Dialectical Biologist, Harvard University Press, 1985.

- Tamara Eugenia Awerbuch-Friedlander, Levins, R. Qualitative Modeling of Complex Systems: An Introduction to loop Analysis and Time Averaging, Harvard University Press, Cambridge, MA. 1986.

- Levins, R. Tamara Eugenia Awerbuch-Friedlander. "The agroecosystem embedded in a complex ecological community" in: Carroll R.C., Vandermeer J., Rosset P. eds. Agroecology, New York: Wiley and Sons, 1990.

- Grove, E.A., Kocic V.L., Ladas G., Tamara Eugenia Awerbuch-Friedlander, Levins, R. "Periodicity in a simple genotype selection model" in Diff Eq and Dynamical Systems 1(1):35-50, 1993.

- Awerbuch T.E. Evolution of mathematical models of epidemics. In: Wilson, Levins, and Spielman (eds). Disease in Evolution. New York Academy of Sciences, New York 1994, 225-231.

- Levins, R., Awerbuch T.E., Brinkman, U.Eckardt, I., Epstein, P., Makhaoul, N., Possas, C.A., Puccia, C., Spielman, A., and Wilson, M. Preparing for new diseases. Am. Scientist, 82: 52-60, 1994.

- Levins, R. Tamara Eugenia Awerbuch-Friedlander. "Ten propositions on science and antiscience" in Social Text, 46/47:101–111, 1996.

- Awerbuch T.E., Brinkman, U.,Eckardt, I., Epstein, P., Ford, T., Levins, R. , Makhaoul, N., Possas, C.A., Puccia, C., Spielman, A., and Wilson, M., Globalization, development, and the spread of disease. In: Goldsmith and Mander (eds.) The Case Against the Global Economy, Sierra Club Books, 1996, 160–170.

- Levins, R., Tamara Eugenia Awerbuch-Friedlander "Touch Red," in Judy Kaplan and Linn Shapiro, eds., Red Diapers: Growing up in the Communist Left, U. of Illinois, 1998, p. 257–266.

- Levins, R. Tamara Eugenia Awerbuch-Friedlander, Lopez C. "Toward an ecosocial view of health", International Journal of Health Services 29(2):261-293, 1999.

- Awerbuch T., Kiszewski A., and Levins, R., Surprise, Nonlinearity and Complex Behavior. In– Health Impacts of Global Environmental Change: Concepts and Methods; Martens and Mcmichael (eds), 96-102, 2002

- Levins, R. Tamara Eugenia Awerbuch-Friedlander. "Whose Scientific Method? Scientific Methods for a Complex World, New Solutions", "A Journal of Environmental and Occupational Health Policy" 13(3) 261-274 (2003)

- Karpati A., Galea S., Awerbuch T., Levins, R. Variability and vulnerability at the ecological level: Implications for understanding the social determinants of health American Journal of Public Health, 92:1768- 1772, 2002.

- Awerbuch, T.E., Gonzalez, C., Hernández, D., Sibat, R., Tapia, J.L., Levins, R.,and Sandberg S., The natural control of the scale insect Lepidosaphes gloverii on Cuban citrus. Inter American Citrus Network newsletter N.º 21/22, julio d 2004.

- Awerbuch, T., Levins, R., Predescu, M., The Role of Seasonality in the Dynamics of Deer Tick Populations. Bulletin of Mathematical Biology; 67(3):467-486. 2005 (mayo).

- Lewontin, R.C. Levins, R., "Biology Under The Influence, Dialectical Essays on Ecology, Agriculture, and Health," New York: Monthly Review Press, 2007.

- Predescu, M., Levins, R., Awerbuch T.E., Analysis of non-linear System of Difference Equations Linking Mosquito Breeding Sites and Community Intervention, Discrete and Continuous Dynamical Systems, SerB. 6(3)605-622, 2006.

- Awerbuch T. Levins, R. Mathematical Models for Health Policy. in Mathematical Models, [Eds. Jerzy A. Filar, Jacek B. Krawczyk], in Encyclopedia of Life Support Systems (EOLSS), desarrollado bajo Auspicios de UNESCO, Eolss Publishers, Oxford ,UK, [1] 2006

- Predescu, M., Sirbu, R., Levins, R., Awerbuch T. On the Dynamics of a Deterministic and Stochastic Model for Mosquito Control. Applied Mathematics Letters, (20), 919-925, 2007.

- Awerbuch, T.E., Levins, R., The Aging Heart and the Loss of Complexity—a Difference Equation Model. Preliminary report. American Mathematical Society, (1056-39-2059), presented at AMS Convention, San Francisco, California, 13 de enero de 2010[9]